# Jindřich Hořejší

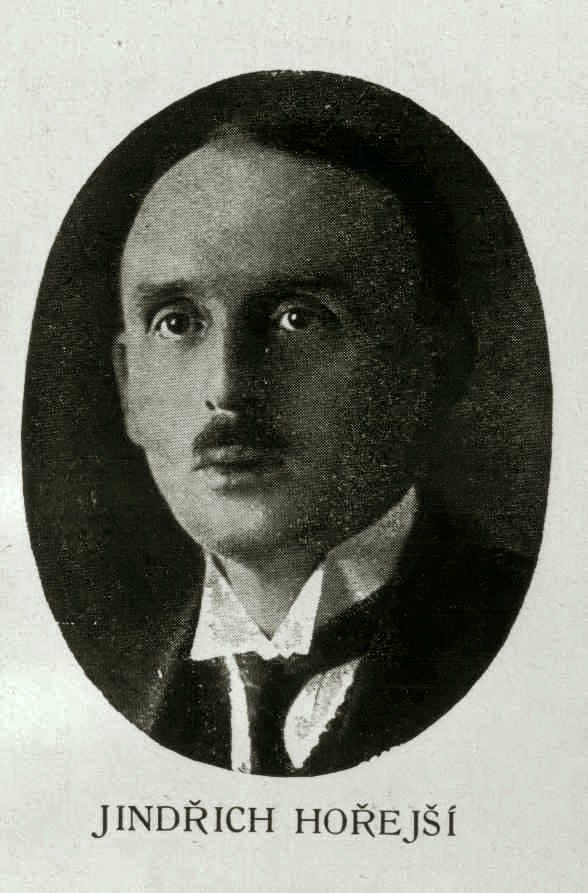
Jindřich Hořejší

Jindřich Hořejší (* 25. April 1886 in Prag; †  30. Mai 1941 ebenda) war tschechischer Dichter und Übersetzer.

## Leben und Werk
Er studierte an der Realschule auf der Kleinen Seite in Prag (Malá Strana). Bereits im Abschlussjahr 1904 veröffentlichte er seine ersten Gedichte im Almanach der Absolventen. 1905 besucht er Paris, arbeitet dort in verschiedenen Berufen, studiert Philosophie an der Sorbonne und Ökonomie in Dijon.
Während des Ersten Weltkrieges kämpft er in Russland. Nach dem Krieg arbeitet er als Redakteur und später als Angestellter auf dem Statistischen Amt. In den 1920er Jahren war er Mitglied der Neun Kräfte (Devětsil).
Seine Werke weisen nicht die Dynamik der Dichter seiner Zeit auf. Er begann mit Proletarierpoesie und blieb als einziger Dichter der zwanziger Jahre dem Genre treu. Als besserer Teil seines künstlerischen Schaffens gelten die Übersetzungen, vor allem aus dem Französischen.

## Werke
- Musik auf dem Marktplatz (Hudba na náměstí) 1921 – Die Geschichte spielt sich in der Stadt ab, seine Helden sind Arbeiter und Arbeiterinnen. Er stellt die schwierigen Probleme der Werktätigen dar, aber das fügt die Arbeiter zusammen und stärkt sie im Kampf.
- Korallenhalsband (Korálový náhrdelník) 1923 – Liebespoesie vereinigt mit der Arbeiterpoesie. In die Liebesbeziehung greift tragisch die sozialistische Realität ein. Der Autor versteht die Frau nicht nur als Liebhaberin, sondern auch als Mitkämpferin.
- Tag und Nacht (Den a noc) 1931 – Der Autor stellt seine Ansichten über die Ungerechtigkeit des Lebens und der Notwendigkeit die Realität zu ändern dar.

### Übersetzungen
Aus dem Französischen übersetzte Hořejší Werke von Guillaume Apollinaire, Jehan Rictus und Tristan Corbière sowie weitere prosaistische und dramatische Werke. Ins Französische übersetzte er den Roman Der brave Soldat Schwejk von Jaroslav Hašek.
| Personendaten    | Personendaten                        |
| ---------------- | ------------------------------------ |
| NAME             | Hořejší, Jindřich                    |
| KURZBESCHREIBUNG | tschechischer Dichter und Übersetzer |
| GEBURTSDATUM     | 25. April 1886                       |
| GEBURTSORT       | Prag                                 |
| STERBEDATUM      | 30. Mai 1941                         |
| STERBEORT        | Prag                                 |